# ビデオプロモーション
株式会社ビデオプロモーション（Video Promotions Inc.）は、東京都港区赤坂に本社を置く、日本の広告代理店。代表取締役社長は藤田大輔。

## 概要
TV番組「世界遺産」「美の巨人たち」「食彩の王国」等を企画 プロデュース。ゴルフの祭典「マスターズ・トーナメント」の衛星生中継を1976年から40年以上実施。
また「ウィーン・フィルハーモニー管弦楽団日本公演」「メトロポリタンオペラ日本公演」ほか、各種イベントやスポーツ・芸術文化の領域で、多方面から高い評価を得ている総合広告代理店。

## 企業体質
テレビ番組を中心に質の高いブランデッドコンテンツを企画して、クライアントのCSRやブランディングに貢献している。

## 沿革
- 1960年 10月 - 東京都中央区銀座にクリエイティブ・アドバタイジング・エージェンシー株式会社ビデオプロモーション（代表取締役藤田潔）を設立。総合広告代理業、番組企画制作及びタレント・アーティスト、マネージメントを行う。／所属タレント・アーティスト 永六輔、前田武彦、梶山季之、野坂昭如、戸川昌子、三保敬太郎、ロイ・ジェームス、アイ・ジョージ、坂本スミ子、アニメーション三人の会（久里洋二・柳原良平・真鍋博）、他

- 1963年 - アメリカ3大ネットワークNBCに日本で初のレギュラー番組「鉄腕アトム」（アストロ・ボーイ）を輸出・放送。

- 1965年 - 日本テレビワイドショー「11PM」を企画・制作。

- 1972年 6月 - 東京都新宿区四谷3丁目9番地に本社を移転。
- 1973年 - 藤田潔が映画ビジネスへの進出に興味を持ったことから関連会社ビデオフィルムに映画部を設立し、外国映画の配給業務を開始[1]。
- 1974年 - TBSにおいて、テレビで紹介された商品を電話で注文する「電話ショッピング」を開始。

- 1976年 7月 - 関連会社テレプランニングインターナショナル株式会社が設立、世界で行われるプロ・アマチュアスポーツのビッグイベントのプロデュース、プ ロモートを開始。「マスターズゴルフ」の衛星中継をはじめ、全米大学NCAA公式戦のアメリカンフットボール「コカ・コーラボウル」・同バスケットボー ル「大和證券ボール」他、数多くのスポーツイベントを企画。

- 1978年 - 朝日新聞社の協力を得てテレビ朝日「こちらデスク」を企画。

- 1981年 - テレビ東京において、新しいスタイルの報道番組「きょうの記者会見」を企画。

- 1982年 - 日本テレビにおいて8ヵ国共同制作の9時間長編番組、「モーツァルト」を放送。また大丸にて「モーツァルト展」を開催。5月　コマーシャルフィルム他広告制作全般の株式会社シーエムシーを設立。

- 1983年 - フジテレビにおいて「スポーツ天国」を企画。／TBSにおいて「ハロー奥さま」を企画。／テレビ東京において、日本初の3Dテレビ「ゴリラの復讐」を放送。／サントリー美術館にてサントリー音楽文化展「素顔のベートーヴェン」を開催。／TBSにおいて「インディ500」衛星放送を開始。

- 1984年 - 日本テレビにおいて8ヵ国共同制作長編番組「アインシュタイン」を放送。／サントリー音楽文化展シリーズ「シューベルト展」を開催。

- 1985年 - 海外広告の代理業、株式会社ビデオプロモーションインターナショナルを設立。／サントリー音楽文化展シリーズ「バッハ展」を開催。

- 1986年 - TBSにおいてドキュメンタリー番組「地球浪漫」を企画。／SANTALANDキャンペーン。

- 1987年 - サントリー音楽文化展シリーズ「アマデウス展」を開催。/TBSにおいて「全米オープンテニス」衛星放送を開始。／TBSテレビ“月～金”情報ドラマ「家庭の問題」を企画。

- 1988年 - サントリー音楽文化展シリーズ「ショパン展」を開催。／日本テレビ情報スペシャル「世界これからどうなる」を企画。／原宿竹下通り入口「原宿アッシュビルBIF」に原宿実験室（現称：原宿ステージ）をオープン。／第1回「全日本女子ジュニアクロスカントリーリレー大会」「全日本ジュニア女子選 抜クロスカントリー大会」を企画運営。

- 1989年 - サントリー音楽文化展シリーズ「マーラー展」を開催。／日本テレビの文化大事業「システィーナ大寺院修復の記録」に共鳴、同番組を安田火災海上保険 （株）にプロモート。毎年11月3日の文化の日に「安田火災文化スペシャル」として放送開始。／FM東京において雑誌FMCと連動の新型ラジオ番組「キヤノンFMワンダーランド」を企画。／セイコーエプソン「SAITO KINEN オーケストラ」海外公演支援のPR活動全般を担当。

- 1990年 - 新しいタイプの美術番組・テレビ朝日「素敵！！名画の旅」を企画。／サントリー音楽文化展'90-チャイコフスキー生誕150年記念を開催。／フジテレビにおいて当社企画によるサントリードラマスペシャル「失われた時の流れ」を放送（脚本　倉本聰・演出　杉田成道）：ギャラクシー賞大賞を受賞。

- 1991年- モーツァルト没後200年を記念するザルツブルク「モーツァルト住家」復元事業の支援企業をして第一生命保険相互会社をプロモート。/サントリー音楽文化展'91-モーツァルト没後200年記念を開催。

- 1992年 - フジテレビにおいて“第一生命90周年スペシャル”2時間ドラマ「パイナップルの彼方へ」を企画。／日本テレビにおいて「永六輔・2×3が六輔」を企画。／ニッポン放送において「今日、悲別で」を企画放送：日本民間放送連盟賞ラジオ娯楽番組部門最優秀賞を受賞。／IOC公認“オリンピック展”開催（東京・ 大阪・名古屋・静岡）。／サントリー音楽文化展'92ワーグナーを開催。

- 1993年 - ニッポン放送において倉本聰「北の国から」ラジオドラマを企画。

- 1994年 - 婦人画報社と提携、プレゼントマガジン「サンタランド」出版。／日本テレビにおいてミニ番組「世界の橋」を企画。／東レ・ジャパン・クィーンズカップゴ ルフを企画運営。／アメリカンエキスプレス・グランドスラムシニアゴルフを企画運営。／ ニッポン放送において東京ガス・倉本聰ラジオドラマスペシャル「ニングル」放送：放送文化基金賞ラジオ番組賞を受賞。

- 1995年 - FM東京において「桑田佳祐FMワンダーランド」スタート。／日本テレビにおいて“サントリーモルツスペシャル”「名球界inハワイ」を企画。／ニッポン放送において東京ガス・倉本聰ラジオドラマスペシャル「地球・光りなさい」放送。

- 1996年 - “日本アムウェイ”ミュージカルオペラ「ポーギー＆ベス」冠イベントを企画。／TBSにおいて“第一生命・ソニー”「モーツァルト住家」スペシャル番組を 放送。／TBSにおいてユネスコ協会と協力の上「世界遺産」番組を企画放送開始。

- 1997年- KDD冠協賛「メトロポリタンオペラ日本公演」をプロモート。／「フランス・ポンピドーコレクション展」を開催。

- 1998年- TBSにおいて「筑紫哲也世紀末紀行・華麗なるウィーン」を放送。併せて、「華麗なるハプスブルク家 五人の王妃の物語展」を開催。/テレビ東京においてミニ番組「ボードワイルド」放送開始。

- 1999年- テレビ朝日において、朝日新聞社と協力の上「100人の20世紀」番組を企画放送開始。

- 2000年 - テレビ東京において、日本経済新聞社と協力の上「美の巨人たち」番組を企画放送開始。/ミニストップ冠協賛「ゆずコンサート」をプロモート。/横河電機冠協賛「ウィーン・フィルハーモニー」2000日本公演をプロモート。

- 2001年1月 - 東京都港区赤坂2丁目5番3号に本社を移転。テレビ朝日において「グレートマザー物語」番組を企画放送開始。/KDDI冠協賛「メトロポリタンオペラ」日本公演をプロモート。/第一生命冠協賛「ウィーン・フィルハーモニー」日本公演をプロモート。/ユニクロ冠協賛「エリック・クラプトン」日本公演をプロモート。

- 2002年 - テレビ東京において「そして音楽が始まる」番組を企画放送開始。/日本テレビにおいてミニ番組「優しさ便り」放送開始。

- 2003年 - テレビ朝日において「食彩の王国」番組を企画放送開始。/テレビ東京においてミニ番組「音の葉」放送開始。/オムロン冠協賛「ウィーン・フィルハーモニー」2003日本公演をプロモート。/フジテレビとの共同制作により、富良野塾20周年記念特番ドキュメンタリー「もうひとつの北の国から」を企画放送。

- 2004年 - テレビ東京において特別番組「東京電力スペシャル：知られざる大自然」、「モダンブリティッシュ今がおもしろい」をそれぞれ企画放送。

- 2005年 - 日本テレビにおいてミニ番組「動物惑星」放送開始。/横河電機冠協賛「ウィーン・フィルハーモニー」2005日本公演をプロモート。

- 2006年 - テレビ東京において「地球街道」番組を企画放送開始。／TBSにおいて特別番組「1秒の世界」を企画放送。／NTVにおいて特別番組「モーツァルト生誕250年目の真実」を企画放送。／第一生命冠協賛「ウィーン・フィルハーモニー」2006日本公演をプロモート。/KDDI冠協賛「メトロポリタンオペラ」日本公演をプロモート。

- 2007年 4月 - （財）日本情報処理開発協会「プライバシーマーク」付与認定。／TBSにおいて特別番組「1秒の世界II」を企画放送。

- 2008年- TBSにおいて特別番組「1秒の世界III」を企画放送。／BSジャパンにおいて「写真家たちの日本紀行」を企画放送開始。/オムロン冠協賛「ウィーン・フィルハーモニー」2008日本公演をプロモート。

- 2009年- TBSにおいて特別番組「1秒の世界IV」を企画放送。／TBSにおいて特別番組「森のラブレター」を企画放送。/大和ハウス工業冠協賛「ウィーン・フィルハーモニー」2009日本公演をプロモート。

- 2010年- テレビ朝日において特別番組「地球の目撃者」を企画放送。／TBSにおいて特別番組「号外！1秒の世界」を企画放送。／TBSにおいて特別番組「森のラブレターII」を企画放送。／BS-TBSにおいて「グリーンの教え」を企画放送開始。

- 2011年 - KDDI特別協賛「メトロポリタンオペラ」日本公演をプロモート。／第一生命保険特別協賛「ウィーン・フィルハーモニー管弦楽団」2011日本公演をプロモート。／BS日テレにおいて特別番組「サントリー美術館ものがたり」を企画放送。／BSジャパンにおいて特別番組「世のために描く光と夢」を企画放送。／BS朝日において「日本　オーストリア　音楽がつなぐ復興への架け橋」を企画放送。／OTTAVAにおいてKDDI特別協賛「つながる心　つながる力　みんなでつくる復興コンサート」を企画放送。

- 2012年 - BS朝日において特別番組「ブラジルで響け！沖縄の歌声」～BEGINが果たした約束熱狂6500人ライブ～企画放送。／BS-TBSにおいて「謎解き！江戸のススメ」番組を企画放送開始。／BS-TBSにおいて特別番組「華麗なる芸術の都ウィーン 音楽を巡る日本との交流」企画放送。／BS朝日において「Hello！フォト☆ラバーズ ミル・トル・アルク」番組を企画放送開始。／BS日テレにおいて「Dr.らく朝 笑いの診察室」番組を企画放送開始。

- 2013年2月 - 東京都港区赤坂4丁目15番1号に本社を移転。／「謎解き！江戸のススメ」書籍発行。／ BS日テレにおいて特別番組「料理はじまり帖」を企画放送。／ BS朝日において「ニッポン絶景街道」を企画放送開始。／ 大和ハウス工業特別協賛「ウィーン・フィルハーモニー管弦楽団」2013日本公演をプロモート。／ エアウィーヴ特別協賛「辻井伸行（ピアノ）×アシュケナージ（指揮）オーケストラ・アンサンブル金沢 東京公演」をプロモート。／ テレビせとうち/BSジャパンにおいて「心は国境を越えて ～LT貿易で育まれた友情～」を企画放送。

- 2014年 - 「マスターズゴルフトーナメント」番組ホームページにおいてライブストリーミング中継。／BS朝日において「ありがとう」を企画放送開始。／ BS朝日において「The Photographers」を企画放送。／ BS-TBSにおいて「The MASTERS,My Life」を企画放送開始。／ 関西テレビ／BSフジにおいて「国民的アイドルが日本の正月を一新 AKB×おせちの秘密」を企画放送。／ニッポン放送開局60周年記念ラジオ特番「ニッポン・エンタメの夜明け」を企画放送。

## 企画制作に関わったテレビ番組 【現在放映中】
- 美の巨人たち テレビ東京
- 食彩の王国 テレビ朝日
- 世界遺産 TBS
- マスターズ・トーナメント TBS

他

## 企画制作に関わったテレビ番組 【過去実績】
- 11PM 日本テレビ
- 日曜夕刊!こちらデスク テレビ朝日
- グレートマザー物語 テレビ朝日
- 写真家たちの日本紀行 〜未来に残したい情景〜 BSジャパン
- Hello!フォト☆ラバーズ 〜ミル・トル・アルク〜 BS朝日
- ニッポン絶景街道〜女流写真家が写す絶世の1枚〜 BS朝日

他

## 企画タイアップの実例
- 味覚糖 - 同社の人気商品である「ぷっちょ」の商品プロモーションにおいて、漫画「進撃の巨人」とのコラボレーションや「SEKAI NO OWARI」とのタイアップをプロデュース。